# Ichneumon gallicanus
Ichneumon gallicanus là một loài tò vò trong họ Ichneumonidae.